# Jean-Pierre Lambertin
Pour les articles homonymes, voir Lambertin.
Jean-Pierre Lambertin né le 18 novembre 1945 à Avignon est un homme politique français.

## Biographie
Instituteur de profession, il succède à Jean Gatel lors sa nomination au gouvernement, le 5 novembre 1983. Il reste à l'Assemblée nationale jusqu'au 1er avril 1986. Il est par ailleurs Président de l’Association des maires de Vaucluse et Président de la Communauté de communes Rhône-Lez-Provence et conseiller général du Canton de Bollène, il est vice-président délégué du conseil général de Vaucluse.

## Nationaux
- Député de 1983 à 1986

## Locaux
- Conseiller général du canton de Bollène (1988-2015)
- Maire de Lapalud (1977-2014)